# Lijst van BlackBerry-spellen
De lijst van BlackBerry-spellen bevat computerspellen die uitgegeven zijn voor de BlackBerry.
| Titel                                                            | Jaar | Uitgever                                     | Genre                        |
| ---------------------------------------------------------------- | ---- | -------------------------------------------- | ---------------------------- |
| 365 Puzzle Club                                                  | 2009 | Connect2Media                                | Strategiespel                |
| 365 Solitaire Club                                               | 2009 | Connect2Media                                | Strategiespel                |
| 3D Lawn Darts                                                    | 2009 | Concrete Software                            | Simulatiespel Strategiespel  |
| 4 Degrees: The Arc of Trivia - Volume 1                          | 2009 | ZAPiT Games                                  | Simulatiespel                |
| Air Attack                                                       | 2012 | Unity Games                                  | Actiespel                    |
| Alien Breed                                                      | 2013 | Amiga                                        | Actiespel                    |
| Alien Breed II: The Horror Continues                             | 2013 | Amiga                                        | Actiespel                    |
| Alien Breed: Special Edition 92                                  | 2013 | Amiga                                        | Actiespel                    |
| Alien Breed: Tower Assault                                       | 2013 | Amiga                                        | Actiespel                    |
| AND 1 Streetball                                                 | 2009 | Gameloft                                     | Sportspel                    |
| Angry Birds                                                      | 2013 | Rovio Entertainment                          | Strategiespel                |
| Angry Birds Go!                                                  | 2013 | Rovio Entertainment                          | Actiespel Racespel           |
| Angry Birds: Seasons                                             | 2013 | Rovio Entertainment                          | Strategiespel                |
| Angry Birds: Space                                               | 2013 | Rovio Entertainment                          | Strategiespel                |
| Angry Birds: Star Wars                                           | 2013 | Rovio Entertainment                          | Strategiespel                |
| Arcade Pool                                                      | 2013 | Amiga                                        | Simulatiespel Sportspel      |
| Asphalt 4: Elite Racing                                          | 2009 | Gameloft                                     | Racespel                     |
| Asphalt 6: Adrenaline                                            | 2011 | Gameloft                                     | Racespel                     |
| Asphalt 7: Heat                                                  | 2013 | Gameloft                                     | Racespel                     |
| Asphalt 8: Airborne                                              | 2014 | Gameloft                                     | Racespel                     |
| Assassin's Creed                                                 | 2009 | Gameloft                                     | Actiespel                    |
| Assassin: Special Edition                                        | 2013 | Amiga                                        | Actiespel                    |
| Astraware Boardgames                                             | 2009 | Handmark                                     | Strategiespel                |
| Astraware Casino                                                 | 2009 | Handmark                                     | Simulatiespel Strategiespel  |
| Astraware Solitaire                                              | 2009 | Handmark                                     | Strategiespel                |
| Astraware Sudoku                                                 | 2009 | Handmark                                     | Strategiespel                |
| ATR: All Terrain Racing                                          | 2013 | Amiga                                        | Racespel                     |
| Avalanche Snowboarding                                           | 2010 | Gameloft                                     | Sportspel                    |
| Bemoneyed                                                        | 2011 | XiMAD                                        | Strategiespel                |
| Blokus                                                           | 2010 | Gameloft                                     | Strategiespel                |
| Bloons                                                           | 2010 | Hands-On Mobile                              | Actiespel Strategiespel      |
| Bubble Bash!                                                     | 2009 | Gameloft                                     | Actiespel Strategiespel      |
| Budokan: The Martial Spirit                                      | 2013 | Amiga                                        | Simulatiespel Sportspel      |
| California Gold Rush)                                            | 2009 | Digital Chocolate                            | Strategiespel                |
| Carnivores 2                                                     | 2013 | Tatem Games                                  | Actiespel Sportspel          |
| Chocolatier                                                      | 2009 | Mobile Deluxe                                | Actiespel Simulatiespel      |
| Chuck Norris: Bring on the Pain                                  | 2009 | Gameloft                                     | Actiespel                    |
| Chuzzle Deluxe                                                   | 2007 | Magmic                                       | Strategiespel                |
| Collapse! Chaos                                                  | 2009 | GameHouse                                    | Actiespel Strategiespel      |
| Dance Dance Revolution: Mobius                                   | 2009 | Connect2Media                                | Actiespel                    |
| The Dark Knight: The Mobile Game                                 | 2008 | Glu Mobile Warner Bros. Digital Distribution | Actiespel                    |
| Dead Space                                                       | 2011 | Electronic Arts                              | Actiespel                    |
| de Blob                                                          | 2009 | THQ Wireless                                 | Actiespel                    |
| Desert Strike: Return to the Gulf                                | 2013 | Amiga                                        | Actiespel                    |
| Diamond Rush                                                     | 2009 | Gameloft                                     | Actiespel                    |
| Diner Dash 2: Restaurant Rescue                                  | 2009 | Glu Mobile                                   | Actiespel                    |
| Diner Dash: Flo on the Go                                        | 2009 | Glu Mobile                                   | Actiespel                    |
| Doodle Jump                                                      | 2013 | Lima Sky LLC                                 | Actiespel                    |
| Doomdark's Revenge                                               | 2014 | Chilli Hugger Software                       | RPG Strategiespel            |
| DOOM II RPG                                                      | 2010 | EA Mobile                                    | RPG                          |
| DOOM RPG                                                         | 2009 | EA Mobile                                    | RPG                          |
| Dream Day Wedding                                                | 2009 | I-Play                                       | Adventure                    |
| Duke Nukem 3D                                                    | 2011 | MachineWorks Northwest                       | Actiespel                    |
| Edge                                                             | 2010 | Connect2Media                                | Actiespel                    |
| Edge Extended                                                    | 2013 | Advanced Mobile Applications                 | Actiespel                    |
| F17 Challenge                                                    | 2013 | Amiga                                        | Racespel                     |
| Farm Frenzy                                                      | 2012 | HeroCraft                                    | Strategiespel                |
| Fieldrunners                                                     | 2010 | Hands-On Mobile                              | Strategiespel                |
| Finding Teddy                                                    | 2013 | Storybird SARL                               | Adventure                    |
| Frogatto & Friends                                               | 2012 | Lost Pixel                                   | Actiespel                    |
| Full Contact                                                     | 2013 | Amiga                                        | Actiespel                    |
| Gish                                                             | 2009 | Pixalon Studios                              | Actiespel                    |
| Gods                                                             | 2013 | Amiga                                        | Actiespel                    |
| iBomber                                                          | 2010 | Zed Group                                    | Actiespel                    |
| Impossamole                                                      | 2013 | Amiga                                        | Actiespel                    |
| Jelly Wars                                                       | 2013 | Star Arcade Oy                               | Actiespel                    |
| Jetpack Joyride                                                  | 2013 | Halfbrick Studios Pty                        | Actiespel                    |
| Jewel Quest II                                                   | 2009 | I-Play                                       | Strategiespel                |
| Jungle Strike                                                    | 2013 | Amiga                                        | Actiespel                    |
| Lara Croft and the Guardian of Light                             | 2012 | Square Enix                                  | Actiespel                    |
| Little Shop: World Traveler                                      | 2009 | Real Networks                                | Adventure                    |
| The Lords of Midnight                                            | 2012 | Chilli Hugger Software                       | RPG Strategiespel            |
| Marble Madness                                                   | 2009 | EA Mobile                                    | Actiespel                    |
| Mass Effect Infiltrator                                          | 2013 | EA Mobile                                    | Actiespel                    |
| Mayhem's Magic Dust                                              | 2010 | Infinite Lives                               | Actiespel                    |
| Mega Man 3                                                       | 2009 | Capcom Interactive                           | Actiespel                    |
| Mega Man: Rush Marine                                            | 2009 | Capcom Interactive                           | Actiespel                    |
| Miami Nights: Singles in the City                                | 2009 | Gameloft                                     | Simulatiespel                |
| MiniSquadron                                                     | 2013 | Gray Fin Studios LLC                         | Actiespel                    |
| Modern Combat 3: Fallen Nation                                   | 2012 | Gameloft                                     | Actiespel                    |
| Ms. Pac-Man                                                      | 2009 | Namco Networks America                       | Actiespel                    |
| Mystery Mansion Pinball                                          | 2009 | Gameloft                                     | Simulatiespel                |
| Need for Speed: Undercover                                       | 2009 | EA Mobile                                    | Racespel                     |
| Overdrive                                                        | 2013 | Amiga                                        | Actiespel Racespel Sportspel |
| Pac-Man                                                          | 2009 | Namco Networks America                       | Actiespel                    |
| Pac-Man Kart Rally 3D                                            | 2010 | Namco Networks America                       | Racespel                     |
| Panzer Panic                                                     | 2010 | Handy-Games                                  | Strategiespel                |
| Paperboy                                                         | 2009 | Elite Systems                                | Actiespel                    |
| Paperboy: Wheels on Fire                                         | 2009 | Handmark                                     | Actiespel                    |
| Paris Hilton's Diamond Quest                                     | 2009 | Gameloft                                     | Actiespel Strategiespel      |
| Pegasus                                                          | 2013 | Amiga                                        | Actiespel                    |
| Peggle                                                           | 2009 | Magmic                                       | Strategiespel                |
| Pengo                                                            | 2009 | Codeten                                      | Actiespel                    |
| Plants vs. Zombies                                               | 2013 | Electronic Arts                              | Strategiespel                |
| Platinum Sudoku                                                  | 2009 | Gameloft                                     | Strategiespel                |
| Platypus                                                         | 2008 | Handmark                                     | Actiespel                    |
| Prince of Persia: The Two Thrones                                | 2009 | Gameloft                                     | Actiespel                    |
| Puzzlings                                                        | 2010 | Connect2Media                                | Strategiespel                |
| Q*bert                                                           | 2009 | Handmark                                     | Actiespel                    |
| Qwak                                                             | 2013 | Amiga                                        | Actiespel                    |
| Raiden Legacy                                                    | 2013 | DotEmu SAS                                   | Actiespel                    |
| Rayman Kart                                                      | 2009 | Gameloft                                     | Actiespel Racespel           |
| Real Racing 3                                                    | 2014 | Electronic Arts                              | Racespel                     |
| Reaper: Tale of a Pale Swordsman                                 | 2013 | Hexage                                       | Actiespel RPG                |
| The Rise of Atlantis                                             | 2010 | SkyZone Entertainment                        | Strategiespel                |
| Sally's Salon                                                    | 2009 | RealArcade                                   | Actiespel                    |
| Sally's Spa                                                      | 2009 | RealArcade                                   | Simulatiespel                |
| Scrubbles                                                        | 2009 | I-Play                                       | Actiespel Strategiespel      |
| Six-Guns                                                         | 2013 | Gameloft                                     | Actiespel                    |
| The Simpsons Arcade                                              | 2009 | EA Mobile                                    | Actiespel                    |
| Slingo Quest                                                     | 2009 | I-Play                                       | Strategiespel                |
| Soldiers of Fortune                                              | 2013 | Amiga                                        | Actiespel                    |
| Sonic the Hedgehog                                               | 2009 | EA Mobile                                    | Actiespel                    |
| Sonic the Hedgehog 2                                             | 2009 | EA Mobile                                    | Actiespel                    |
| Sonic the Hedgehog 4: Episode I                                  | 2013 | SEGA of America                              | Actiespel                    |
| Soul of Darkness                                                 | 2009 | Gameloft                                     | Actiespel                    |
| South Park: Mega Millionaire                                     | 2009 | Real Networks                                | Actiespel                    |
| Space Invaders Evolution                                         | 2009 | EA Mobile                                    | Actiespel                    |
| Speedball                                                        | 2013 | Amiga                                        | Actiespel Sportspel          |
| Speedball 2: Brutal Deluxe                                       | 2013 | Amiga                                        | Actiespel Sportspel          |
| Spore Origins                                                    | 2009 | EA Mobile                                    | Actiespel                    |
| Superfrog                                                        | 2013 | Amiga                                        | Actiespel                    |
| Super Hexagon                                                    | 2013 | Distractionware                              | Actiespel                    |
| Switchblade                                                      | 2013 | Amiga                                        | Actiespel                    |
| Switchblade II                                                   | 2013 | Amiga                                        | Actiespel                    |
| Tetris POP                                                       | 2010 | EA Mobile                                    | Strategiespel                |
| Timekeepers                                                      | 2013 | Amiga                                        | Strategiespel                |
| Tom Clancy's Splinter Cell: Double Agent                         | 2009 | Gameloft                                     | Actiespel                    |
| Tower Bloxx                                                      | 2009 | Digital Chocolate                            | Actiespel Strategiespel      |
| Transformers G1: Awakening                                       | 2010 | Glu Mobile                                   | Strategiespel                |
| Turrican                                                         | 2013 | Amiga                                        | Actiespel                    |
| Turrican 3                                                       | 2013 | Amiga                                        | Actiespel                    |
| Turrican II: The Final Fight                                     | 2013 | Amiga                                        | Actiespel                    |
| Twice!                                                           | 2009 | HeroCraft                                    | Strategiespel                |
| Valhalla and the Fortress of Eve                                 | 2013 | Amiga                                        | Adventure                    |
| Valhalla and the Lord of Infinity                                | 2013 | Amiga                                        | Adventure                    |
| Valhalla: Before the War                                         | 2013 | Amiga                                        | Adventure                    |
| Vancouver 2010: Official Mobile Game of the Olympic Winter Games | 2010 | Real Networks                                | Sportspel                    |
| Where's My Water? (Waar is mijn water?)                          | 2013 | Disney Mobile Studios                        | Strategiespel                |
| Wings                                                            | 2013 | Amiga                                        | Actiespel Simulatiespel      |
| Wolfenstein RPG                                                  | 2009 | EA Mobile                                    | RPG                          |
| Women's Murder Club: Death in Scarlet                            | 2010 | I-Play                                       | Adventure                    |
| World of Goo                                                     | 2013 | 2D Boy LLC                                   | Actiespel Strategiespel      |
| Xenon                                                            | 2013 | Amiga                                        | Actiespel                    |
| Xenon 2: Megablast                                               | 2013 | Amiga                                        | Actiespel                    |
| Zool                                                             | 2013 | Amiga                                        | Actiespel                    |
| Zool 2                                                           | 2013 | Amiga                                        | Actiespel                    |